# Gestuno
Gestuno oftewel Internationale Gebarentaal is een samengestelde gebarentaal, waarover het congres van de World Federation of the Deaf al discussieerde in 1951. De naam "Gestuno" komt uit het Italiaans, en betekent "eenheid van gebarentalen". Tegenwoordig noemt men het gewoon "Internationale Gebaren".
In 1973 heeft een commissie een systeem van internationale gebaren samengesteld en gestandaardiseerd. Ze probeerden de meest begrijpelijke en niet-beledigende gebaren uit diverse gebarentalen te kiezen zodat het makkelijk te leren zou zijn. De commissie publiceerde een boek (ISBN 0950418706) met ongeveer 1500 gebaren. Gestuno heeft geen concrete grammatica, wat voor sommigen aanleiding is om te zeggen dat het daarom geen echte taal is. Nu kan de grammatica uit iedere willekeurige gebarentaal gebruikt worden.
Internationale Gebaren worden vaak gebruikt op grote bijeenkomsten waar doven uit verschillende landen aanwezig zijn. Bijvoorbeeld op de Deaflympics, en internationale conferenties voor doven zoals de World Federation of Deaf en Deaf Way.